# Гилас и нимфы (картина Уотерхауса)
«Гилас и нимфы» (лат. Hylas and the Nymphs) — картина английского художника Джона Уильяма Уотерхауса, написанная в 1896 году. Сюжет полотна основан на греческой и римской легенде, рассказанной Овидием и другими древними писателями о юноше аргонавте Гиласе, который был похищен наядами, когда отправился на поиски питьевой воды. Входит в коллекцию Манчестерской художественной галереи (Великобритания). Некоторые из подготовительных эскизов к картине хранятся в музее Эшмола при Оксфордском университете.

## Сюжет и описание

### Легенда
Гилас был сыном царя племени дриопов Феодаманта. После того, как Геракл убил отца Гиласа, тот стал компаньоном Геракла, а затем и его любовником. Они оба стали аргонавтами и сопровождали Ясона на корабле Арго в поисках Золотого руна. Во время путешествия, когда Арго причалил к одному из островов, Гилас отправился на поиски пресной воды. Он нашёл пруд, населённый наядами, которые заманили его в воду, после чего он исчез. Поиски Гиласа аргонавтами не увенчались успехом.

### Описание

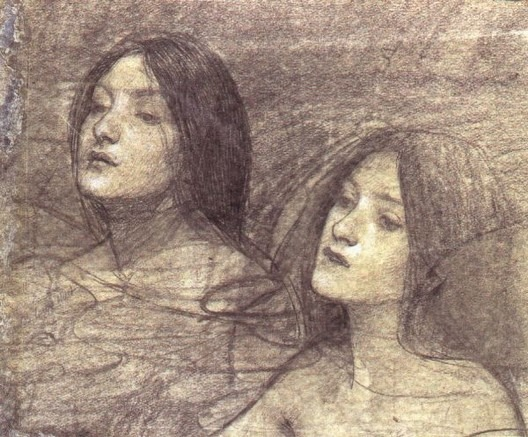
Эскиз.

На картине изображён прекрасный юноша Гилас в синей тунике с красным поясом и несущий кувшин с широким горлышком для воды. Он наклоняется у пруда на поляне с пышной зелёной листвой, протягивая руку к семи юным нимфам, которые выходят из пруда среди листьев и цветущих водяных лилий. Алебастровая кожа обнажённых нимф буквально светится в тёмной прозрачной воде, в их каштановые волосы вплетены жёлтые и белые цветы. Наяды очень похожи друг и друга и, возможно, их изображения основаны всего на двух моделях.
Нимфы заманивают Гиласа войти в воду, из которой он уже не вернётся. Одна из нимф держит его за запястье и локоть, вторая срывает с него тунику, а третья протягивает на ладони жемчуг. Лицо юноши показано в профиль, оно затенено и едва видно. Наоборот, лица смотрящих на него нимф ясно видны. Сцена изображена с небольшого возвышения и зритель смотрит вниз на воду, как и сам Гилас, поэтому неба не видно. Поза Гиласа заставляет зрителя сосредоточиться на нимфах в воде, подчеркивая, что полотно — повествование не об отношения Гиласа с Гераклом, а о колдовской природе нимф.

## Гилас в британском искусстве
Красивая легенда о Гиласе была популярной темой британских художников XIX и начала XX веков, включая полотна Уильяма Этти (1833) и Генриетты Рэй (1910), а также более ранний пример самого Уотерхауса (1893). Уотерхаус также рисовал других трагических юношей из греческих легенд, таких как Нарцисс в «Эхо и Нарцисс» (1903).

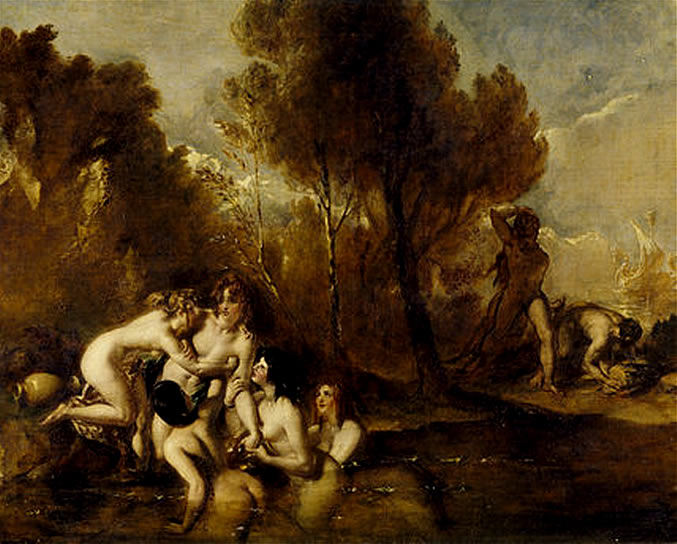
Уильям Этти, «Юный Гилас и водные нимфы» (1833)
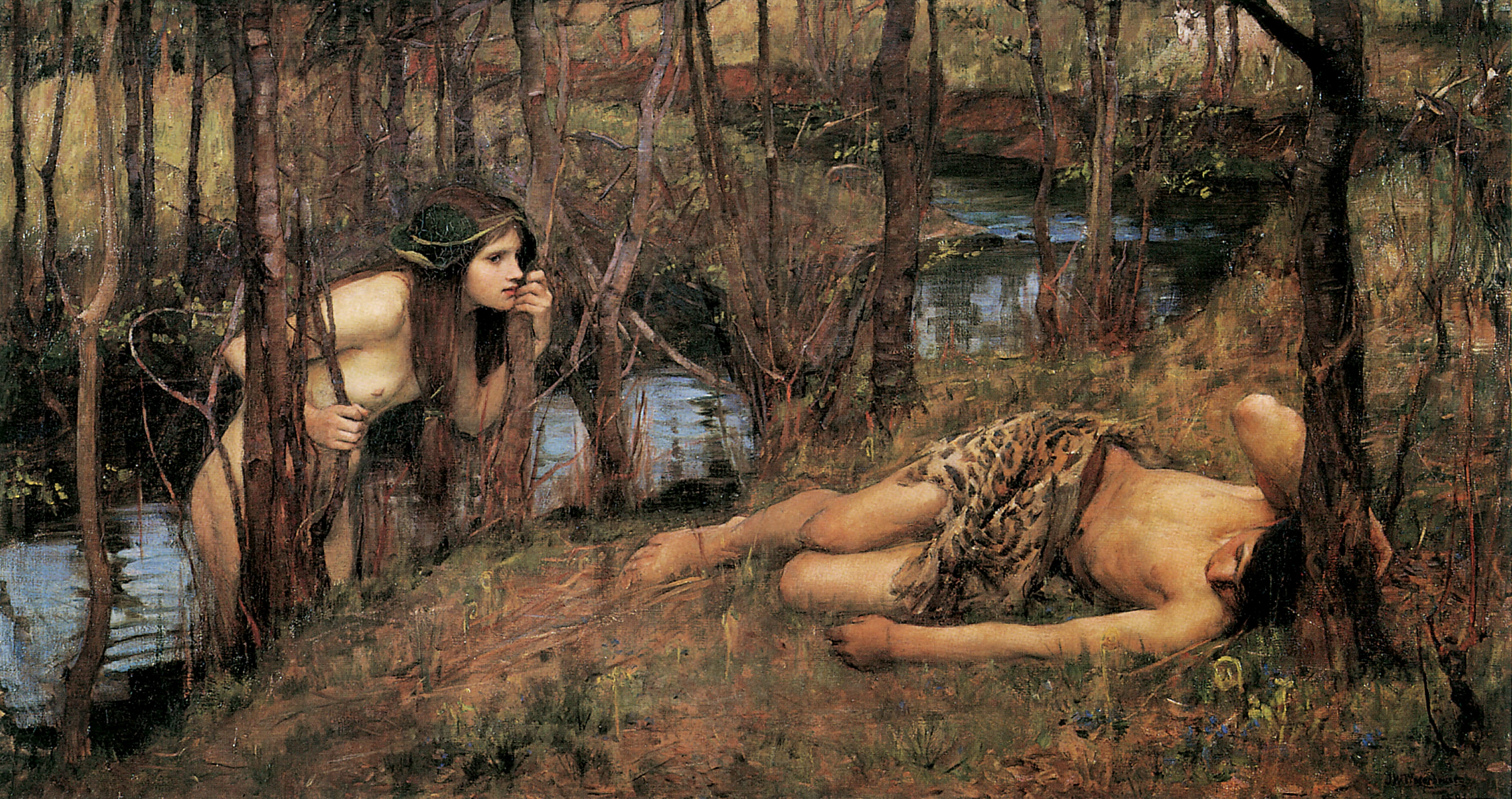
Уотерхаус, «Наяда», 1893
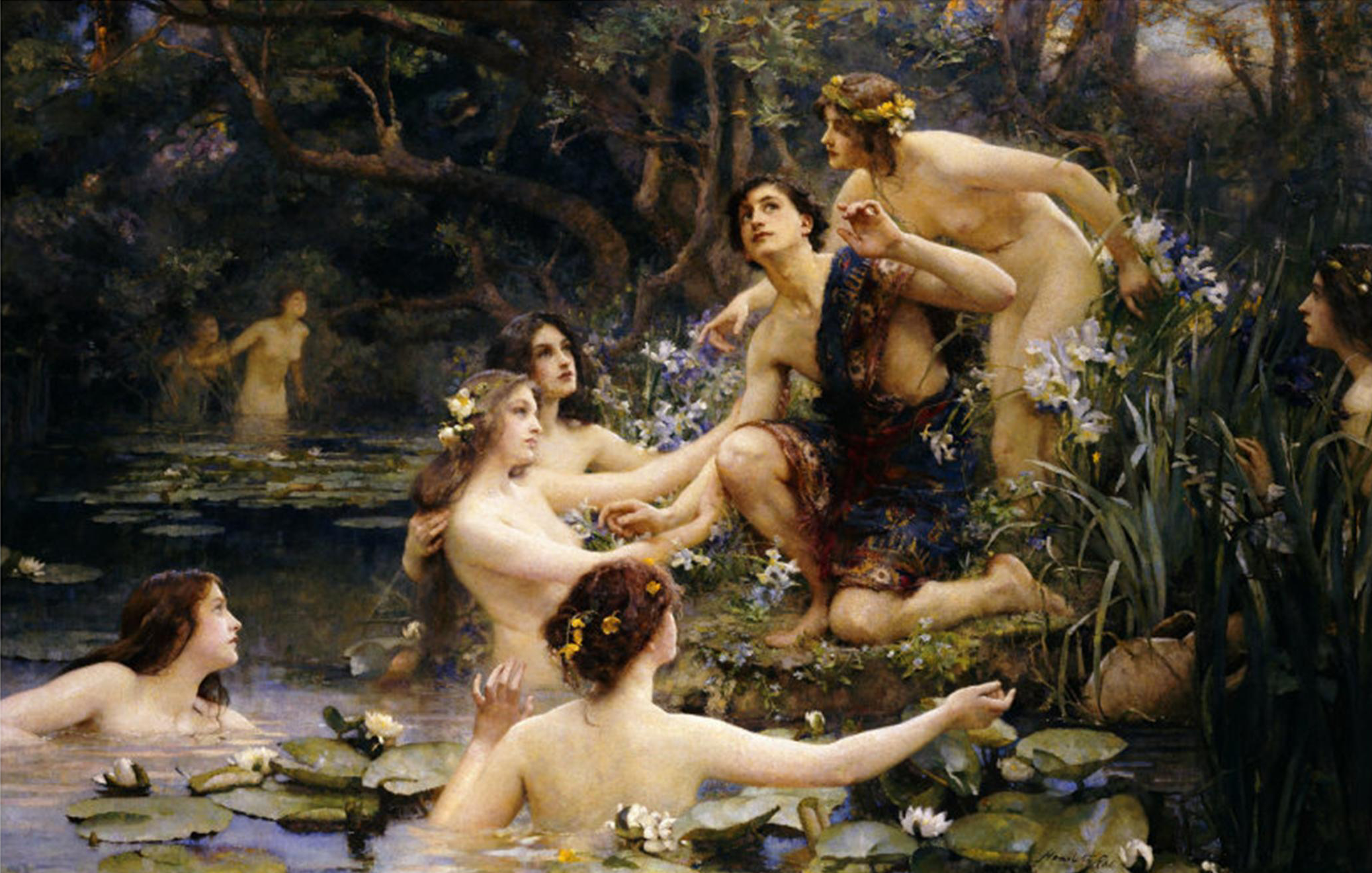
Генриетта Рэй, «Гилас и водные нимфы», 1910

## История
Картина «Гилас и нимфы» была приобретена у художника Художественной галереей Манчестера в 1896 году и выставлялась на летней выставке Королевской академии в 1897 году.
В январе 2018 года куратор Манчестерской художественной галереи Клэр Ганнауэй временно удалила картину с открытой экспозиции после решения, «принятого сотрудниками галереи [вместе] с художницей Соней Бойс». На это решение, по словам куратора, «повлияли недавние события движения против объективизации и эксплуатации женщин», такие как кампания Me Too и полемика вокруг благотворительной организации Presidents Club. Ганнауэй отрицала, что удаление представляет собой какую-либо форму цензуры, заявив, что «мы хотим видеть в этом начало процесса, а не конечную точку», и предоставляя посетителям бумагу для заметок для выражения их взглядов. Одновременно из сувенирного магазина галереи были изъяты открытки с картиной.
Это решение гелереи вызвало «сильную критику». Историк искусства и писательница Элизабет Претеджон, которая ранее курировала выставку Уотерхауса в Королевской академии, оспорила утверждения о «публичных дебатах», заявив, что «снятие [картины] с показа убивает любые дебаты, которые вы могли бы провести». Через неделю городской совет Манчестера, управляющий галереей, решил, что картина должна вернуться в открытый показ. «Совершенно ясно, что многие чувствуют очень сильную реакцию к поднятым вопросам», — говорится в заявлении совета.